# Tetsuya Naitō
Pour les articles homonymes, voir Naitō.
Tetsuya Naitō (内藤 哲也, Naitō Tetsuya) (né le 22 juin 1982 dans l'arrondissement d'Adachi de Tokyo) est un catcheur (lutteur professionnel) japonais. Il travaille actuellement à la New Japan Pro Wrestling où il est le leader du clan Los Ingobernables et l'actuel champion du monde poids lourds IWGP.
Il s'entraîne auprès d'Animal Hamaguchi (en) en 2000 et entre au dojo de la New Japan Pro Wrestling en 2005. Il commence à être mis en avant en 2008 en remportant le  championnat par équipes poids lourd junior International Wrestling Grand Prix avec Yujiro Takahashi. Il part ensuite avec Takahashi aux États-Unis et au Mexique en 2009 où ils luttent à la Total Nonstop Action Wrestling et au Consejo Mundial de Lucha Libre. Durant leur passage au Mexique, ils perdent un Hair vs Hair match face à Damian El Terrible et El Texano Jr. et se font donc couper les cheveux.
De retour au Japon, Naitō et Takahashi remportent le championnat par équipes IWGP. Il est ensuite mis en valeur tout seul en étant d'abord champion toutes catégories NEVER avant d'être le leader du clan Los Ingobernables.

## Carrière de catcheur

### New Japan Pro Wrestling(2005–2009)
Naitō s'entraîne auprès d'Animal Hamaguchi (en) en 2000. En 2004, il remporte le tournoi Takeda Dojo Submission Tournament lui permettant d'entrer au dojo de la New Japan Pro Wrestling. Il fait son premier combat à la New Japan en 2005 et commence à lutter régulièrement dans cette fédération un an plus tard.
Il commence à se faire connaître à partir de 2008 en formant l'équipe No Limit avec Yujiro Takahashi. Le 13 octobre, ils remportent le championnat par équipes poids lourd junior International Wrestling Grand Prix en battant Prince Devitt et Minoru Tanaka. Leur règne prend fin le 4 janvier 2009 à Wrestle Kingdom III où ils perdent face à The Motor City Machine Guns. Avec Takahashi, ils partent aux États-Unis quelques semaines plus tard. Leur dernier combat avant leur départ a lieu le 15 février durant New Japan ISM où ils remportent un match face à Prince Devitt et Ryusuke Taguchi, Gedo et Jado (en) ainsi que Milano Collection AT et Taichi Ishikari pour désigner les challengers pour le championnat par équipes poids lourd junior.

### Total Nonstop Action Wrestling(2009)
Naitō et Yujiro Takahashi rejoignent la Total Nonstop Action Wrestling (TNA) où ils ont Kiyoshi comme manager. Ils y retrouvent The Motor City Machine Guns qu'ils battent dès leur arrivée dans un match sans enjeu le 19 mars 2009. Juste après leur victoire, Beer Money Inc. les attaquent. Le 19 avril durant Lockdown, ils perdent un match à trois équipes pour le  championnat par équipes poids lourd junior International Wrestling Grand Prix face à The Motor City Machine Guns et Latin American Xchange (Hernandez et Homicide). Ils se font ensuite éliminer au premier tour du Team 3D Invitational Tournament par Eric Young et Jethro Holliday le 23 avril. Leur passage à la TNA se termine par un squash dans un match à handicap face à Kevin Nash le 14 mai. Le 1er juillet, la TNA retire les profils de No Limit de leur site internet.

### Consejo Mundial de Lucha Libre (2009–2010)
Le 22 mai, le Consejo Mundial de Lucha Libre annonce la venue de Naitō et Yujiro Takahashi. Le 31 juillet au cours d'Infierno en el Ring, il participe au match éponyme où il est un des deux derniers catcheurs dans la cage avec Toscano (en). Ils s'affrontent donc et Naitō sort vainqueur de ce combat. Le 18 septembre durant 76. Aniversario, No Limit s'allie à Jushin Thunder Liger et Okumura l'emportent face à  Atlantis, Black Warrior (en), Héctor Garza et Último Guerrero. À la mi-novembre, le CMLL organise une conférence de presse pour annoncer les combats de Sin Salida où on apprend que No Limit va y affronter El Texano Jr. et El Terrible dans un Hair vs. Hair match. Le 4 décembre a lieu Sin Salida où El Texano Jr. et El Terrible battent No Limit qui quittent le Mexique avec le crâne rasé.

### Retour à la New Japan Pro Wrestling (2010-...)

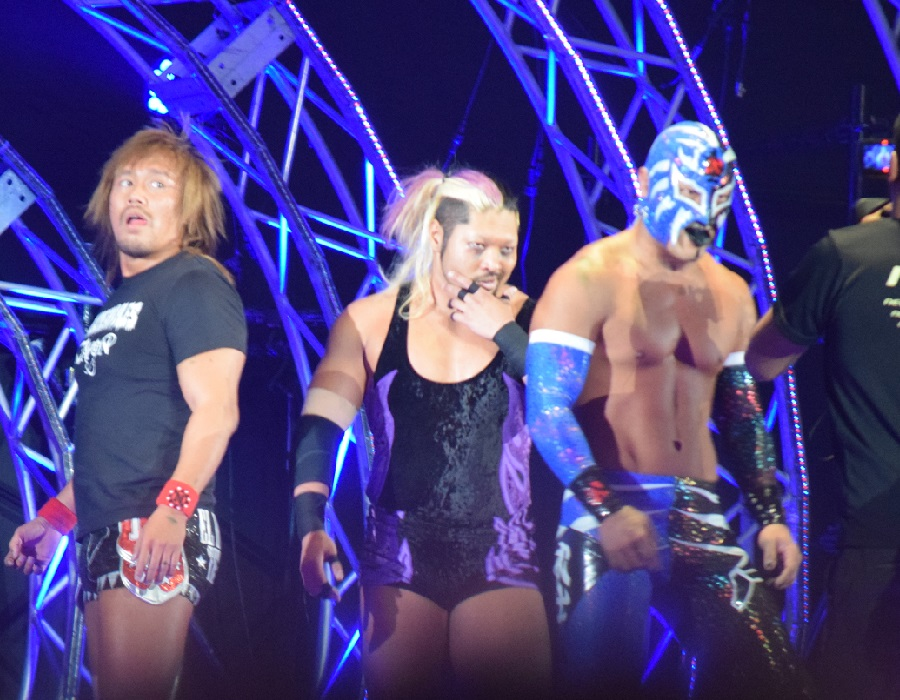
Naito avec Los Ingobernables de Japón en Février 2016

À leur retour à la New Japan Pro Wrestling, Naitō et Yujiro Takahashi passent dans la catégorie des poids lourd. Dès leur retour le 4 janvier 2010 durant Wrestle Kingdom IV, ils battent la Team 3D et Bad Intentions dans un match par équipes hardcore et deviennent champion par équipes IWGP. Le 14 février 2010, ils conservent leur titres contre El Texano Jr. et El Terrible. Quelques semaines plus tard, ils rejoignent le clan Chaos, dirigé par Shinsuke Nakamura. En mars, Naitō participe au tournoi New Japan Cup où il élimine Karl Anderson au premier tour le 14 mars puis Hiroshi Tanahashi six jours plus tard avant d'échouer en demi finale face à Togi Makabe le 22 mars,. Lors de Wrestling Dontaku, ils perdent les titres contre Yūji Nagata et Wataru Inoue dans un three-way Tag Team match qui comprenaient également Bad Intentions.
Le 11 décembre 2010, ils battent les TNA World Tag Team Champions The Motor City Machine Guns dans un non–title match. Le 23 octobre, ils perdent contre Beer Money, Inc. (James Storm et Robert Roode). Lors de Wrestle Kingdom V, il perd contre Jeff Hardy et ne remporte pas le TNA World Heavyweight Championship,.
Le 13 mai 2011, il est entré dans le tournoi pour déterminer le premier Champion Intercontinental IWGP, battant Josh Daniels dans son match de premier tour. Le Lendemain, il est éliminé du tournoi en demi - finale par MVP.
Lors de Dominion 6.18, il perd contre Yujiro Takahashi dans le premier match entre les anciens membres de No Limit. Lors de Destruction '11, il perd contre Hiroshi Tanahashi et ne remporte pas le IWGP Heavyweight Championship.
Lors de Wrestle Kingdom VI, il perd contre Keiji Mutō. Lors de The New Beginning 2012, il bat Shinsuke Nakamura. Lors de NJPW 40th Anniversary Show, il perd contre Kazuchika Okada et ne remporte pas le IWGP Heavyweight Championship.
Il intègre ensuite le tournoi annuel G1 Climax, où il remporte cinq de ses matchs et termine premier de son groupe et se qualifie pour la finale après une victoire sur Karl Anderson le dernier jour. Il affronte et bat en finale Hiroshi Tanahashi le 11 août et remporte le G1 Climax 2013. Lors de Destruction 2013, il bat Masato Tanaka et remporte le NEVER Openweight Championship et conserve son  "IWGP Heavyweight Championship contract". Lors de King of Pro-Wrestling, il conserve successivement son titre et son contrat contre Yujiro Takahashi. Lors de Power Struggle, il conserve successivement son titre et son contrat contre Masato Tanaka. Lors de Wrestle Kingdom 8, il perd contre Kazuchika Okada et ne remporte pas le IWGP Heavyweight Championship,. Le 11 février 2014, il perd le NEVER Openweight Championship contre Tomohiro Ishii. Il intègre durant fin juillet le tournoi G1 Climax, où il remporte cinq de ses matchs,. Lors de Destruction in Kobe, lui et Kōta Ibushi battent Bullet Club (A.J. Styles et Tama Tonga). Lors de Destruction in Okayama, lui et Hiroshi Tanahashi battent Bullet Club (A.J. Styles et Doc Gallows).
Lors de Wrestle Kingdom 9, il perd contre A.J. Styles,. Lors de Global Wars (2015), il perd contre Jay Lethal et ne remporte pas le ROH World Television Championship.

#### Création de Los Ingobernables de Japon et Montée dans le Main Event (2015–2019)

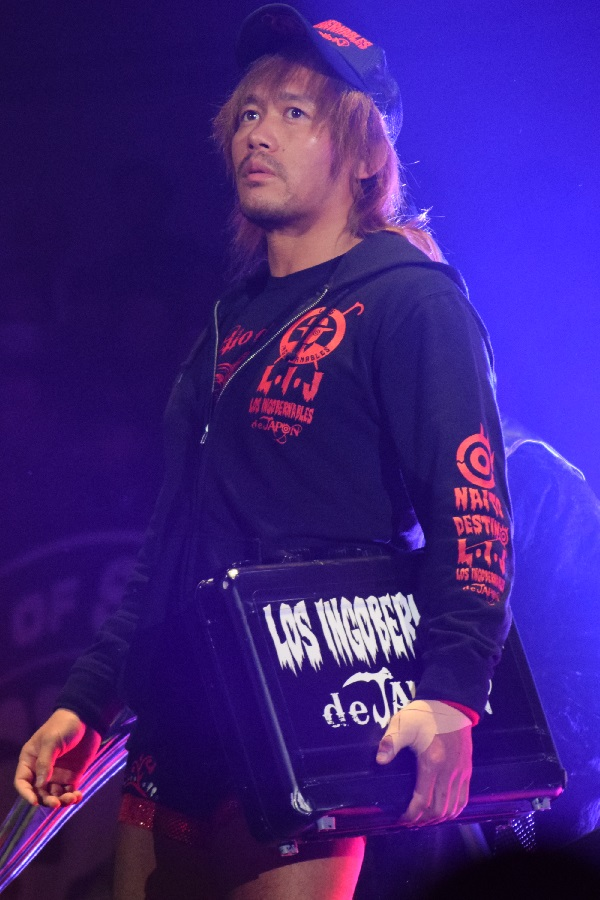
Naito avec la mallette contenant sont droit d'affronter le IWGP Heavyweight Champion au Tokyo Dome en novembre 2017

Le 27 mai 2015, il retourne à la CMLL où il a continué de faire équipe avec La Sombra et rejoint le groupe de ce dernier, "Los Ingobernables". Le 21 juin, lui et La Sombra perdent contre Negro Casas et Shocker et ne remportent pas les CMLL World Tag Team Championship. La semaine suivante, il retourne à la NJPW avec un nouveau look et une nouvelle personnalité, tout en annonçant qu'il représentait maintenant Los Ingobernables à la NJPW. Il intègre durant fin juillet le tournoi G1 Climax, où il remporte cinq de ses matchs. Lors de King of Pro-Wrestling, il perd contre  le vainqueur du G1 Climax 2015 Hiroshi Tanahashi pour le "IWGP Heavyweight Championship contract" de ce dernier. Pendant le match, Takaaki Watanabe a été révélé comme le nouveau partenaire de Naito, mais son intervention a été arrêté par Hirooki Goto et Katsuyori Shibata. Peu de temps après, lui et Evil sont rejoints par Bushi pour former le groupe Los Ingobernables de Japón. Il participe ensuite au World Tag League 2015 avec Evil, ou ils remportent cinq matchs pour une défaites, se qualifiant pour la finale du tournoi,. Le 9 décembre, ils perdent en finale du tournoi contre Great Bash Heel (Togi Makabe et Tomoaki Honma).
Lors de Wrestle Kingdom 10, il perd contre Hirooki Goto. Le 12 mars, il remporte la New Japan Cup 2016 en battant en finale du tournoi Hirooki Goto. Lors d'Invasion Attack 2016, il bat Kazuchika Okada et remporte le IWGP Heavyweight Championship avec l'aide de Bushi, Evil et du nouveau membre de Los Ingobernables de Japón, Seiya Sanada. Lors de Wrestling Dontaku 2016, il conserve son titre contre Tomohiro Ishii. Lors de Global Wars 2016, il bat Kyle O'Reilly. Lors de Dominion 6.19, il perd le IWGP Heavyweight Championship contre Kazuchika Okada. Il intègre durant fin juillet le tournoi G1 Climax, où il termine deuxième de son bloc avec un record de six victoires et trois défaites, mais il ne réussit pas à se qualifier pour la finale du tournoi à la suite de sa défaite contre le gagnant du Bloc Kenny Omega le dernier jour. Lors de Death Before Dishonor XIV, lui et Evil perdent contre The Addiction (Christopher Daniels et Frankie Kazarian) dans un Triple Threat Tag Team match qui comprenaient également Hiroshi Tanahashi et Michael Elgin et ne remportent pas les ROH World Tag Team Championship. Lors de Field Of Honor 2016, il perd contre Adam Cole dans un Four Corner Survival Match qui comprenaient également Hiroshi Tanahashi et Jay Lethal et ne remporte pas le ROH World Championship. Lors de Destruction in Kobe, il bat Michael Elgin et remporte le IWGP Intercontinental Championship. Lors de Power Struggle 2016, il conserve son titre contre Jay Lethal. Il participe ensuite au World Tag League 2016 avec Rush, ou ils remportent quatre matchs pour trois défaites, ne se qualifiant pas pour la finale du tournoi à la suite de leur défaite contre les gagnants du bloc Tama Tonga et Tanga Roa.
Le 14 décembre, Tokyo Sport nomme Naito MVP de 2016 dans toute la lutte professionnelle japonaise, marquant la première fois depuis 2010 que le prix n'a pas été remporté soit par Hiroshi Tanahashi ou Kazuchika Okada. Naito a remporté le prix dans le premier tour du scrutin, recueillant 18 des 21 votes pour battre Okada et Kenny Omega. Le 16 décembre, lui et Hiromu Takahashi battent Hiroshi Tanahashi et Kushida. Lors de Wrestle Kingdom 11, il conserve son IWGP Intercontinental Championship contre Hiroshi Tanahashi. Lors de The New Beginning in Osaka, il conserve son titre contre Michael Elgin. Lors de Wrestling Toyonokuni 2017, il conserve son titre contre Juice Robinson. Lors de Dominion 6.11, il perd le titre contre Hiroshi Tanahashi. Lors de la tournée G1 Special in USA, il participe au tournoi pour déterminer le premier IWGP United States Heavyweight Champion, mais il est éliminé du tournoi lors du premier tour à la suite de sa défaite contre Tomohiro Ishii.
Il intègre durant fin juillet le tournoi G1 Climax, où il remporte sept de ses matchs et termine premier de son groupe. Il affronte et bat en finale Kenny Omega le 13 août et remporte le G1 Climax 2017 et remporte le tournoi pour la seconde fois. Lors de Wrestle Kingdom 12, il perd contre Kazuchika Okada et ne remporte pas le IWGP Heavyweight Championship.
Lors de Wrestling Hinokuni 2018, il bat Minoru Suzuki et remporte le IWGP Intercontinental Championship pour la deuxième fois. Lors de Dominion 6.9, Il perd le titre contre Chris Jericho.
Lors de l'été 2018, il ne parvient pas à remporter le tournoi G1 Climax.
Lors de Wrestle Kingdom 13, il bat Chris Jericho et remporte le IWGP Intercontinental Championship pour la troisième fois. Lors de G1 Supercard, il perd le titre contre Kōta Ibushi. Lors de Dominion 6.9 In Osaka-Jo Hall, il bat Kōta Ibushi et remporte le IWGP Intercontinental Championship pour la quatrième fois.
Lors de Destruction in Kobe, il perd son titre contre Jay White.

#### Double Champion (2019–2021)
Lors de Wrestle Kingdom 14 - Tag 1, il bat Jay White et remporte le IWGP Intercontinental Championship pour la cinquième fois. Lors de Wrestle Kingdom 14 - Tag 2, il conserve son titre contre Kazuchika Okada et remporte le IWGP Heavyweight Championship, devenant le 1er double champion (Poifs-lours et Intercontinental) de l'histoire de la NJPW mais se fait attaquer et challenger après le match par KENTA.
Lors de The New Beginning In Osaka 2020, il conserve ses titres contre KENTA et appelle après le match son coéquipier Hiromu Takahashi et le défi à un match pour 48th Anniversary Show qui sera plus tard annulé à cause du Covid-19. Le 11 juillet, il rejoint son équipier Evil qui vient de battre Kazuchika Okada pour remporter la New Japan Cup 2020 et le droit de l'affronter pour ses titres à Dominion pour le féliciter, mais ce dernier lui fait le geste du Too Sweet et l'attaque, trahissant Naito et Los Ingobernables de Japón, pour rejoindre le Bullet Club.
Lors de Dominion in Osaka-jo Hall, Il perd ses titres contre EVIL. Le 29 août lors de Summer Struggle, il récupère ses titres en battant EVIL.
Lors du premier jour de Wrestle Kingdom 15 le 4 janvier 2021, il perd ses titres dans un match contre Kota Ibushi.

#### Équipe avec Sanada et blessure (2021-...)
Le 11 juillet, lui et Sanada battent Dangerous Tekkers (Taichi et Zack Sabre, Jr.) et remportent les IWGP Tag Team Championship,,.
Le 18 septembre, lors de son premier match du G1 Climax contre Zack Sabre Jr, il se blesse gravement au genou gauche et doit donc déclarer forfait pour le reste du tournoi.
Lors de Wrestle Kingdom 16 - Tag 3, lui, Shingo Takagi, Sanada, 
Hiromu Takahashi et Bushi battent KONGOH (Katsuhiko Nakajima, Kenoh, Manabu Soya, Tadasuke et Aleja).
Le 5 novembre, il perd contre Will Ospreay et ne remporte pas le IWGP United States Heavyweight Championship.

## Palmarès
- New Japan Pro Wrestling

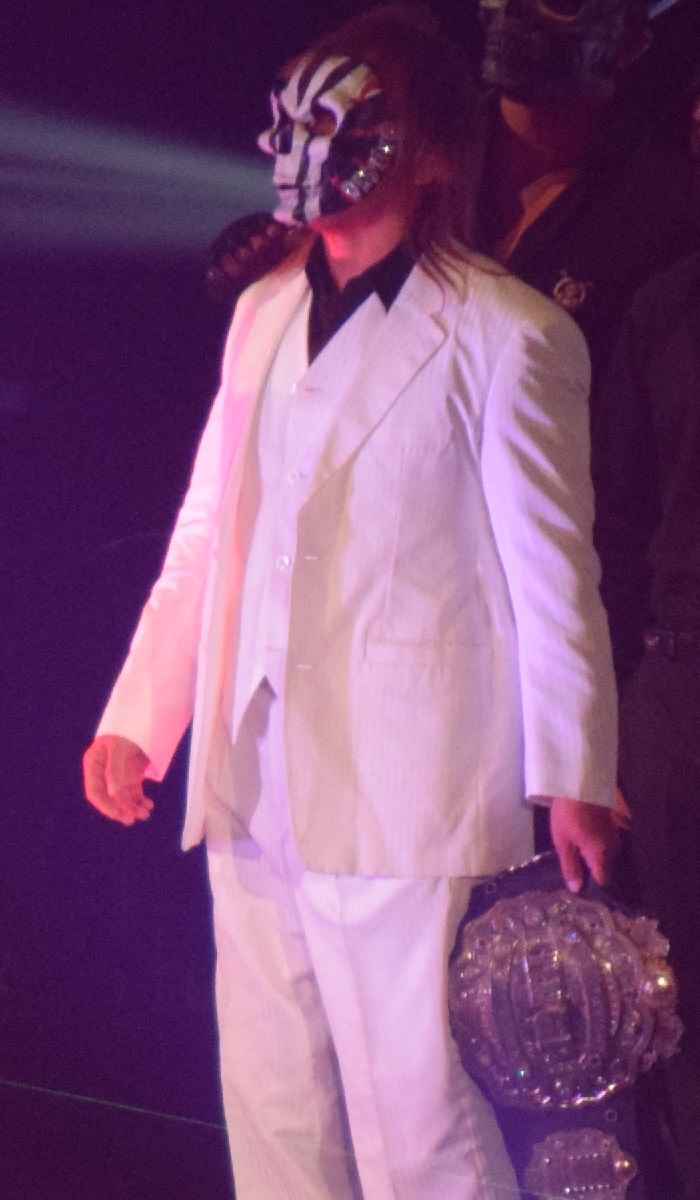
Naito en tant que champion poids lourd IWGP en juin 2016

  - 2 fois IWGP World Heavyweight Championship[100]
  - 3 fois IWGP Heavyweight Championship
  - 6 fois IWGP Intercontinental Championship (plus grand nombre de règnes)
  - 1 fois IWGP Junior Heavyweight Tag Team Championship avec Yujiro Takahashi
  - 2 fois IWGP Tag Team Championship avec Yujiro Takahashi (1) et Sanada (1)
  - 1 fois NEVER Openweight Championship
  - G1 Climax (2013, 2017)
  - New Japan Cup (2016)

## Récompenses des magazines
- Pro Wrestling Illustrated

| Année | 2009 | 2010 | 2011 | 2012 | 2013 | 2014 | 2015 | 2016 | 2017 | 2018 | 2019 | 2020 | 2021 | 2022 | 2023       | 2024 |
| ----- | ---- | ---- | ---- | ---- | ---- | ---- | ---- | ---- | ---- | ---- | ---- | ---- | ---- | ---- | ---------- | ---- |
| Rang  | 161  | 146  | 186  | 85   | 259  | 63   | 80   | 12   | 12   | 9    | 25   | 5    | 15   | 62   | Non classé | 5    |

- Tokyo Sports Grand Prix
  - MVP Award (2016)[72]
  - MVP Award (2017)

- Wrestling Observer Newsletter
  - Most Charismatic (2017)
  - Best Gimmick (2017) – avec Los Ingobernables de Japon

| # | Résultat | Adversaire        | Évènement                                     | Date            | Durée | Lieu                     | Notes |
| - | -------- | ----------------- | --------------------------------------------- | --------------- | ----- | ------------------------ | --- |
| 1 | Défaite  | Kenny Omega       | NJPW G1 Climax 26 - Day 18                    | 13 août 2016    | 28:12 | Ryogoku Kokugikan, Tokyo | [ 103 ] |
| 2 | Victoire | Michael Elgin     | NJPW The New Beginning In Osaka 2017          | 11 février 2017 | 36:17 | EDION Arena Osaka, Osaka | Le titre de Champion Intercontinental IWGP de Naitō était en jeu.                                           |
| 3 | Victoire | Hiroshi Tanahashi | NJPW G1 Climax – Day 17 – 2017                | 11 août 2017    | 26:41 | Ryogoku Kokugikan, Tokyo | |
| 4 | Victoire | Kenny Omega       | NJPW G1 Climax 2017 - Day 19                  | 13 août 2017    | 34:35 | Ryogoku Kokugikan, Tokyo | En finale du tournoi G1 Climax. Ce match obtient la note de cinq étoiles trois quart.                       |
| 5 | Défaite  | Kenny Omega       | NJPW G1 Climax 2018 - Tag 2                   | 15 juillet 2018 | 23:19 | Korakuen Hall, Tokyo     | . |
| 6 | Victoire | Shingo Takagi     | NJPW G1 Climax 2019 - Tag 14                  | 4 août 2019     | 27:15 | EDION Arena Osaka, Osaka | . |
| 7 | Victoire | Kazuchika Okada   | NJPW Wrestle Kingdom 14 In Tokyo Dome - Tag 2 | 5 janvier 2020  | 35:37 | Tokyo Dome, Tokyo        | Les titres de Champion Poids Lourds IWGP d'Okada et de Champion Intercontinental IWGP de Naitō sont en jeu. |
| 8 | Défaite  | Kōta Ibushi       | Wrestle Kingdom 15, Night 1                   | 4 janvier 2021  | 31:18 | Tokyo Dome, Tokyo        | Les titres de Champion Poids Lourds IWGP et de Champion Intercontinental IWGP de Naitō sont en jeu.         |
| 9 | Défaite  | Will Ospreay      | NJPW Battle Autumn 2022 - Tag 16              | 5 novembre 2022 | 30:07 | EDION Arena Osaka, Osaka | Le titre de Champion Poids Lourds des États-Unis de l'IWGP d'Ospreay est en jeu.                            |